# Canyon City
Canyon City är administrativ huvudort i Grant County i Oregon. Enligt 2010 års folkräkning hade Canyon City 703 invånare.